# Кралёвски-Хльмец
Кра́лёвски-Хльмец (словац. Kráľovský Chlmec, венг. Királyhelmec) — город в восточной Словакии у границы с Украиной. Население — около 7,5 тысяч человек.

## История
Кралёвски-Хльмец впервые упоминается в 1214 году. В XIV веке вельможа Петр Переньи строит тут замок Чонкавар. Кралёвски-Хльмец лежит в Токайском регионе и был знаменит своими винами. В XVII веке город был опустошён куруцами. В XIX веке Кралёвски-Хльмец становится административным центром и быстро растёт. В 1960 году Кралёвохльцмецкий район был ликвидирован и сейчас город часть района Требишов.

## Население
| Год:                | 1994 | 2004    | 2014    | 2024    |
| ------------------- | ---- | ------- | ------- | ------- |
| Количество человек: | 8264 | 7966    | 7621    | 7322    |
| Разница:            |      | −3,60 % | −4,33 % | −3,92 % |

## Достопримечательности
- Приходской костёл
- Кальвинистская церковь
- Развалины крепости Чонкавар

## Города-побратимы
- Кишварда, Венгрия
- Фельшожольца, Венгрия
- Ференцварош, Венгрия
- Сфынту-Георге, Румыния
- Канижа, Сербия
- Раковник, Чехия